# St. Lucia (Queensland)
St. Lucia ist ein am Brisbane River gelegener Stadtteil (suburb) von Brisbane, der Hauptstadt des australischen Bundesstaates Queensland. Als ruhiger Vorort liegt St. Lucia circa 4 Kilometer südwestlich des Zentrums (CBD) im lokalen Verwaltungsgebiet (LGA) Brisbane City und bietet per Bus und Fähre (City Cat) gute Verkehrsanbindungen zum Stadtkern. Aufgrund der Nähe zum Hauptcampus der University of Queensland (UQ) leben dort viele Studenten.

## Geschichte
In den 1860er Jahren wurden Zuckerrohrplantagen in St. Lucia gegründet. Seinen Namen erhielt der Stadtteil von William Wilson, der in den 1880ern eine der Plantagen kaufte und als Wohngegend nutzbar machte. Wilson wurde in dem Inselstaat St. Lucia geboren und fühlte sich durch die Zuckerrohrplantagen Brisbanes an die seiner Heimat erinnert, so dass er den Bezirk nach seinem Geburtsland benannte.

## Verkehr
St. Lucia kann von den westlichen Bezirken und vom Stadtzentrum erreicht werden. Die Linien enden an der University of Queensland. Außerdem gibt es einen NightLink Service. Am Freitag und Samstag Nacht werden die Busse mit Sicherheitspersonal ausgestattet.